# 중국어 베이직
중국어 베이직 (Chinese BASIC, 중국어: 中文培基 )은 1980년대 초반에 컴퓨터프로그램 작성 언어의 하나인 베이직을 중국어로 현지화한 여러 버전에 부여된 이름이다.

## 버전
중국어 베이직C의 최소 두 가지 버전은 중국어로 된 명령과 변수를 허용하는 수정된 애플소프트 베이직으로, 대만에서 만든 애플 II의 복제품 일부에 내장되어 있었다. 이 중 하나는 베스트셀러로 현재 에이서사로 알려진 멀티테크사의 마이크로프로페서 II 와 함께 배송되었다. 다른 버전은 MiTAC사의 '소형 지능형 컴퓨터'(小神通)와 함께 배송되었다.
애플 II의 복제품 외에도 멀티테크사에서는 자체적인 고성능 컴퓨터 라인을 위해 자일로그 Z80에 기반한 중국 베이직 포트를 개발했다.

## 예
일반적인 중국어 베이직 환경에서 중국어와 영어 명령은 상호 교환이 가능하고, 중국어 또는 라틴 알파벳 변수도 허용된다. 예를 들어 50행에 PRINT A, 200행에 印 A, 및 250행에 ? A 등으로 사용할 수 있다. 이들은 모두  화면에 A를 프린트하는 동일한 작업을 수행한다. 
| 중국어 BASIC 명령어는 청색으로 표시 |  | 애플소프트 BASIC   |
| 10 卜=0                             |  | 10 Y=0             |
| 20 入 水, 火                        |  | 20 INPUT E, F      |
| 30 從 日 = 水 到 火                 |  | 30 FOR A = E TO F  |
| 40 卜 = 卜+對數(日)                 |  | 40 Y = Y + LOG (A) |
| 50 下一 日                          |  | 50 NEXT A          |
| 60 印 卜                            |  | 60 PRINT Y         |

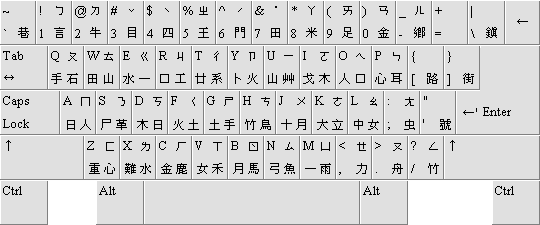
중국어(번체) 키보드 레이아웃

위 프로그램에서는 log (E) + log (E+1) + log (E+2) + ... + log (F) 합을 계산한다.변수로 사용되는 한자는 최초의 QWERTY 키보드 호환식 중국어 입력 방식 중의 하나인 창힐 입력 방식에 따른 24개의 획이다.
애플소프트 베이직에서 변수 이름의 유효 길이는 2 바이트로 제한되어 있다. 따라서 변수 THISNUMBER 및 THATNUMBER는 동일하게 취급된다. 대만의 멀티테크 사의 중국어 BASIC에서는 변수의 길이가 3바이트 길이(한자 1개 + 숫자 1개)까지 될 수 있다.

## 같이 보기
- 비영어 기반 프로그래밍 언어